# Giulio Scarpati
Giulio Scarpati (Roma, 20 febbraio 1956) è un attore italiano.

## Biografia
Nato e cresciuto a Roma da padre originario di Fondi (in provincia di Latina) e da madre napoletana di origini in parte svizzere, è presidente del sindacato attori italiano. Il 28 gennaio 2014 esce il suo primo libro Ti ricordi la casa rossa? - Lettera a mia madre, edito da Mondadori, un viaggio nella memoria per aiutare la madre, malata di Alzheimer, a ricordare e il figlio a imparare a ricordare.

### Carriera teatrale
A sedici anni partecipa al laboratorio teatrale "Il Vivaio" tenuto da Elsa De Giorgi; il corso termina con una rappresentazione, a Castel Fusano, delle laudi umbre del Duecento, in cui si ritrova in scena con la stessa De Giorgi. Scarpati lavora in teatro dal 1977 al 1983 con la "Cooperativa Teatro G". interpretando opere di Goldoni, Goethe e Diderot. Nel 1978 recita nello spettacolo Le esperienze in di Guglielmo Meister, tratto dal romanzo Gli anni di apprendistato di Wilhelm Meister. Nel 1985-1986 interpreta un ruolo drammatico in Il trionfo dell'amore di Pierre de Marivaux e nel 1986-1987 è uno dei protagonisti di Le donne di casa soa di Carlo Goldoni, per la regia di Gianfranco De Bosio, che lo vede recitare in lingua veneziana.
Molti sono gli spettacoli che lo vedono sui palcoscenici italiani negli anni seguenti, in particolare - spettacolo che gli è molto caro - nel 1988 Orfani di Lyle Kessler, per la regia di Ennio Coltorti, accanto a Sergio Fantoni, via via fino a Piccola città di Wilder, al quale succede La sposa di Messina di Schiller.
In seguito partecipa ad altre opere tra cui Prima del silenzio (1991-1992), per la regia di Giuseppe Patroni Griffi, Ifigenia in Tauride da Euripide (1994), Lorenzaccio (1996) e L'idiota (1999). Gli anni Duemila lo vedono spaziare dal teatro drammatico - La notte poco prima della foresta di Bernard-Marie Koltès (2001) e Una storia d'amore: Anton Checov-Olga Knipper di François Nocher, per due stagioni (2005-2007), entrambi per la regia di Nora Venturini - al teatro leggero - il one man show Troppo Buono di Marco Presta e Nora Venturini, e la commedia musicale Aggiungi un posto a tavola di Garinei e Giovannini, entrambi portati in tournée per ben due stagioni -.
Dal 6 novembre 2009 Scarpati è stato in tournée con la ripresa dello spettacolo Troppo buono che è terminata a Roma al Teatro Eliseo il 2 maggio 2010. Dal 7 novembre 2012 è in tournée con lo spettacolo Oscura immensità tratto dal romanzo L'oscura immensità della morte, spettacolo che porta in scena anche nella stagione teatrale successiva.
Nelle stagioni 2012–2013 e 2013–2014 è nei teatri italiani con una incursione a Lugano, insieme con Claudio Casadio, con Oscura immensità (tratto dal noir di Massimo Carlotto L'oscura immensità della morte), diretto da Alessandro Gassmann. Per questa interpretazione vince il Premio "Persefone" quale miglior attore protagonista. Nelle stagioni teatrali 2015-2017 porta in scena, al fianco di Valeria Solarino, Una giornata particolare, dal capolavoro cinematografico di Ettore Scola, per la regia di Nora Venturini, che è replicato nella stagione 2017-2018. Nel 2019 inizia la tournée del Misantropo di Molière.

### Esperienze cinematografiche
Al cinema, dopo l'esordio nella pellicola di genere religioso Sangue più fango uguale logos passione e l'esperienza in Roma-Paris-Barcelona (1989),  i primi ruoli importanti arrivano nel 1991 con i film La riffa e Chiedi la luna. Nel 1992 partecipa ai film Tutti gli uomini di Sara, Gangsters e Mario, Maria e Mario. Nel 1994 c'è un ruolo di particolare rilievo, quello del giudice Rosario Livatino, assassinato dalla criminalità organizzata, nel film Il giudice ragazzino che gli frutterà l'assegnazione del David di Donatello. Per l'attore romano il 1995 è l'anno più intenso. Diverse le sue interpretazioni, a cominciare da L'estate di Bobby Charlton. Quindi Il cielo è sempre più blu e Pasolini, un delitto italiano. Quest'ultimo film ricostruisce le vicende del processo contro Pino Pelosi, accusato dell'omicidio di Pier Paolo Pasolini. Fu presentato in concorso alla 52ª Mostra internazionale d'arte cinematografica di Venezia. Nel 1996 interpreta Italiani e Cuori al verde.
Sua è la voce narrante nel documentario indipendente Il giudice di Canicattì - Rosario Livatino, il coraggio e la tenacia distribuito cinematograficamente nel 2016 e trasmesso il 12 dicembre 2017 su Rai Storia, che approfondisce il profilo della personalità del giudice Rosario Livatino, rivelando immagini inedite e nuovi episodi di vita.

### Attività nelle fiction TV
Nel 1985 debutta nelle fiction televisive, partecipando alla miniserie A viso coperto, all'epoca in cui le fiction erano indicate con l'espressione "sceneggiato televisivo". Nel 1992 affianca Elena Sofia Ricci e Ilaria Occhini nello sceneggiato televisivo Contro ogni volontà, che fu particolarmente controverso per via dell'argomento trattato e per la crudezza di alcune scene. Nel 1997 Scarpati è il protagonista de La casa bruciata, una fiction di un'unica puntata, vale a dire un film TV. Nel 1998 Scarpati è il protagonista assoluto di una nuova produzione Rai di lunga serialità, dal titolo Un medico in famiglia, trasmessa in prima visione su Raiuno e poi replicata più volte a causa del suo inaspettato successo. Nel 1999 prende parte alla partita del cuore tra Attori, Politici di Messina, Vecchie Glorie del Messina, per il Kosovo, svoltasi nello stadio Giovanni Celeste di Messina.
Nel 2000 è il protagonista della seconda stagione di Un medico in famiglia, e dopo la conclusione decide di abbandonare il telefilm. Nel 2001 partecipa alla miniserie televisiva Resurrezione. Nel 2003, con la terza stagione di Un medico in famiglia, il suo personaggio esce di scena, con una brevissima apparizione nella prima puntata in un videomessaggio di augurio per la famiglia intera, visualizzato tramite VHS dagli altri personaggi della serie, e per tale apparizione viene accreditato come affettuosa partecipazione di Giulio Scarpati. Scarpati si vede anche in una delle puntate successive quando Maria ed Annuccia rivedono malinconiche un vecchio filmino dove si vede lo stesso Lele insieme alla loro madre Elena (ma tale filmino era stato registrato nella prima stagione, quindi Scarpati non è nemmeno accreditato). Nel 2004 ha partecipato all'ultima puntata della quarta stagione. Nel 2005 è protagonista di un altro telefilm su Raiuno, Una famiglia in giallo, che però avrà un'unica stagione.
Nel 2007 Scarpati è protagonista di L'uomo della carità - Don Luigi Di Liegro, miniserie di due puntate di Mediaset che era stata girata circa quattro anni prima ma era rimasta inedita fino al 2007. Nel 2008 è nuovamente protagonista di una miniserie a tema religioso, Don Zeno - L'uomo di Nomadelfia, ma questa volta sulla Rai. Nel 2009 è tornato nel cast della sesta stagione di Un medico in famiglia, nuovamente nei panni di Lele Martini, affiancato da Francesca Cavallin e Caterina Misasi. Tale stagione ottiene un ottimo riscontro in termini di ascolti.
Nel febbraio 2011, Scarpati è il protagonista di un nuovo telefilm su Raiuno, Cugino & cugino, che però (come già accaduto per Una famiglia in giallo) non avrà una seconda stagione. La settimana successiva alla conclusione di Cugino & cugino, Raiuno inizia a trasmettere la settima stagione di Un medico in famiglia, che è l'unica che vede Scarpati come protagonista assoluto, in quanto Lino Banfi aveva deciso di lasciare la serie. La settima stagione va in onda per tutta la primavera del 2011, e ottiene un riscontro di audience un po' inferiore rispetto a quello della sesta. Nel 2013 Scarpati è presente nell'ottava stagione di Un medico in famiglia, ma non in tutti gli episodi. Poi decide di essere totalmente assente nella nona stagione della serie, in onda nel 2014, anno in cui Scarpati è nel cast della seconda stagione di Fuoriclasse. Nel 2016, Scarpati ritorna in Un medico in famiglia per la decima stagione, in cui è presente in quasi tutti gli episodi.
Nel 2018 Scarpati partecipa al film TV Il fulgore di Dony.
Nel 2023 prende parte al docufilm La memoria delle emozioni, in occasione della Giornata mondiale dell'Alzheimer, dove racconta della sua esperienza in quanto parente di un malato di Alzheimer.

### Vita privata
Sposato dal 1981 con la regista di teatro Nora Venturini, ha due figli.

## Filmografia

### Cinema
- Sangue più fango uguale logos passione, regia di Elsa De Giorgi (1974)
- Il lungo inverno, regia di Ivo Barnabò Micheli (1984)
- Roma-Paris-Barcelona, regia di Italo Spinelli e Paolo Grassini (1989)
- La riffa, regia di Francesco Laudadio (1991)
- Chiedi la luna, regia di Giuseppe Piccioni (1991)
- Gangsters, regia di Massimo Guglielmi (1992)
- Tutti gli uomini di Sara regia di Gianpaolo Tescari (1992)
- Il giudice ragazzino, regia di Alessandro Di Robilant (1993)
- Mario, Maria e Mario, regia di Ettore Scola (1993)
- Ciao amore, episodio del film 80 metriquadri (1993)
- L'estate di Bobby Charlton, regia di Massimo Guglielmi (1994)
- Il cielo è sempre più blu, regia di Antonello Grimaldi (1995)
- Pasolini, un delitto italiano, regia di Marco Tullio Giordana (1995)
- Italiani, regia di Maurizio Ponzi (1996)
- Cuori al verde, regia di Giuseppe Piccioni (1996)
- Figurine, regia di Giovanni Robbiano (1997)
- A luci spente, regia di Maurizio Ponzi (2003)
- Le campane di Sant'Ottone (2004)
- Appuntamento a ora insolita, regia di Stefano Coletta (2008)
- Una breve vacanza, regia di Giovanni Meola (2013)
- L'età d'oro, regia di Emanuela Piovano (2016)
- Il padre di mia figlia regia di Carlo Alberto Biazzi (2016)
- Il giudice di Canicattì - Rosario Livatino, il coraggio e la tenacia – solo come voce narrante, regia di Davide Lorenzano (2016)
- Notti magiche, regia di Paolo Virzì (2018)
- Tutti per 1 - 1 per tutti, regia di Giovanni Veronesi (2020)

### Televisione
- A viso coperto – miniserie TV, regia di Gianfranco Albano (1985)
- Strada senza uscita – miniserie TV, regia di Anton Giulio Majano (1986)
- Aeroporto internazionale – serie TV (1987)
- Due assi per un turbo – serie TV, episodio Colpo di fulmine (1987)
- Contro ogni volontà – miniserie TV, regia di Pino Passalacqua (1991)
- La scalata – miniserie TV, regia di Vittorio Sindoni (1992)
- Compagni di branco – film TV, regia di Paolo Poeti (1996)
- La casa bruciata – film TV, regia di Massimo Spano (1997)
- Vite blindate – film TV, regia di Alessandro Di Robilant (1998)
- Un medico in famiglia – serie TV (1998-2000, 2003,[7] 2004,[8] 2009-2013, 2016)
- Resurrezione – miniserie TV, regia di Paolo e Vittorio Taviani (2001)
- Cuore – miniserie TV, regia di Maurizio Zaccaro (2001)
- Ultima pallottola – miniserie TV, regia di Michele Soavi (2003)
- Una famiglia in giallo – serie TV, regia di Alberto Simone (2005)
- L'uomo della carità - Don Luigi Di Liegro – miniserie TV, regia di Alessandro Di Robilant (2007)
- Don Zeno - L'uomo di Nomadelfia – miniserie TV, regia di Gianluigi Calderone (2008)
- Cugino & cugino – serie TV, regia di Vittorio Sindoni (2011)
- Fuoriclasse 2 – serie TV (2014)
- Il fulgore di Dony – film TV, regia di Pupi Avati (2018)
- La memoria delle emozioni - docufilm, regia di Marco Falorni (2023)

## Teatro
- 1978: Le smanie per la villeggiatura di Carlo Goldoni
- 1978: Le esperienze di Guglielmo Meister dal romanzo Gli anni di apprendistato di Wilhelm Meister; regia di Roberto Marafante
- 1979: Il Drago di Evgenij L'vovič Švarc
- 1979: Jacques il fatalista e il suo padrone di Denis Diderot; regia di Roberto Marafante
- 1981: Candelaio di Giordano Bruno; regia di Aldo Trionfo
- 1985-1986: Il trionfo dell'amore di Pierre de Marivaux; regia di Antoine Vitez
- 1986-1987: Le donne di casa soa di Carlo Goldoni; regia di Gianfranco De Bosio
- 1988: Orfani di Lyle Kessler; regia di Ennio Coltorti
- 1988: Il poverello di Jacques Copeau; regia di Marco Gagliardo
- 1989-1990: Piccola città di Thornton Wilder; regia di Ermanno Olmi
- 1990: La sposa di Messina di Friedrich Schiller; regia di Elio De Capitani
- 1991-1992: Prima del silenzio, di Giuseppe Patroni Griffi; regia di Aldo Terlizzi
- 1992: Gocce d'acqua di Pierfrancesco Poggi; regia di Nora Venturini
- 1993: Colpi bassi di Daniel Scott; regia di Nora Venturini
- 1994: Ifigenia in Tauride da Euripide; regia di Massimo Castri
- 1996: Lorenzaccio di Alfred de Musset; regia di Maurizio Scaparro
- 1999-2000: L'idiota di Fëdor Dostoevskij; regia di Gigi Dall'Aglio
- 2001: La notte poco prima della foresta di Bernard-Marie Koltès; regia di Nora Venturini
- 2002-2004: Aggiungi un posto a tavola di Garinei e Giovannini
- 2005-2007: Una storia d'amore:Anton Checov-Olga Knipper di François Nocher; regia di Nora Venturini
- 2008-2010: Troppo Buono di Marco Presta e Nora Venturini; regia di Nora Venturini
- 2012-2014: Oscura immensità tratto dal noir di Massimo Carlotto L'oscura immensità della morte; regia di Alessandro Gassmann; altro interprete Claudio Casadio
- 2016-2018:Una giornata particolare trasposizione teatrale del capolavoro cinematografico di Ettore Scola; regia di Nora Venturini con Valeria Solarino
- 2019-2020: Il Misantropo di Molière; regia di Nora Venturini con Valeria Solarino
- 2023-2024: Billy Elliot - Il musical dal film di Stephen Daldry; regia di Massimo Romeo Piparo con Rossella Brescia

## Programmi TV
- Sconosciuti Collection – narratore[9], programma di Raitre (2014)
- Meraviglie - La penisola dei tesori – nei panni di Jacopone da Todi nella 4ª puntata della 4ª stagione, programma di Raiuno (2022)

## Riconoscimenti
- 1988 – Vincitore del Biglietto d'oro, per Orfani quale migliore spettacolo teatrale dell'anno
- 1989 – Premio per il miglior attore emergente conferitogli da Giorgio Strehler.
- 1989 – Vincitore del Premio Vittorio De Sica agli Incontri internazionali del Cinema di Sorrento e il Premio Sacher d'Oro, come miglior attore per il film Roma-Paris-Barcelona
- 1991 – Vincitore del Premio Thiene come miglior attore esordiente per Prima del silenzio di Giuseppe Patroni Griffi.
- 1992 – Vincitore del Premio della Giuria al Festival di Asti per lo spettacolo Gocce d'acqua di Pierfrancesco Poggi.
- 1992 – Vincitore del Premio Cinema e Società come miglior attore per il film Mario, Maria e Mario di Ettore Scola.
- 1993 – Vincitore del premio come miglior attore al Sulmonacinema Film Festival per il corto 80 Mq.
- 1994 – Vincitore dell'Efebo d'oro come migliore attore per il film Il giudice ragazzino
- 1994 – Vincitore del David di Donatello per il miglior attore del film Il giudice ragazzino
- 1994 – Premio l'angelo azzurro al Festival internazionale del cinema di Berlino per il film Il giudice ragazzino
- 2013 – Vincitore del premio come miglior attore al Social World Film Festival - Mostra internazionale del Cinema Sociale per il corto Una breve vacanza del regista Giovanni Meola
- 2013 – Vincitore del Premio Persefone per il teatro quale miglior attore protagonista di Oscura immensità